# 小山田勘二
小山田 勘二（おやまだ かんじ、明治3年12月1日（1871年1月21日） - 1921年（大正10年）11月30日）は、大日本帝国陸軍軍人。最終階級は陸軍少将。功四級。

## 経歴・人物
薩摩国鹿児島藩（現・鹿児島県）出身。1892年（明治25年）陸軍士官学校第3期卒業。
1915年（大正4年）2月に豊橋連隊区司令官、1916年（大正5年）11月に陸軍歩兵大佐、1917年（大正6年）8月に歩兵第48連隊長を経て、1921年（大正10年）3月に陸軍少将・歩兵第27旅団長となり、同年10月に予備役に編入した。

## 親族
- 山田春三 - 妻の父[1]。貴族院議員。
- 小山田嘉一 - 長男。第三高等学校で梶井基次郎と同級となり親交を深めた。梶井の短編小説『器楽的幻覚』の登場人物「友人」のモデル。